# Andrea Reitmeyer
Andrea Reitmeyer (* 1979 in Wittmund, Niedersachsen) ist eine deutsche Autorin und Illustratorin.

## Leben
Andrea Reitmeyer wuchs in Ostfriesland auf. Nach der Schulzeit studierte sie an der Fachhochschule Mainz Kommunikationsdesign mit Schwerpunkt Illustration.
Heute arbeitet sie als freie Kinderbuchautorin und Illustratorin. Sie setzt sich in ihren Werken auch mit Umweltproblemen, wie das Insektensterben und der Müllproblematik im Meer auseinander. Einige ihrer Bücher wurden von Dirk Römmer in das Niederdeutsche übertragen.
Andrea Reitmeyer lebt mit ihrer Familie in Mainz.

## Werke
- Emily und das Meer, Jumbo Neue Medien & Verlag, Hamburg, ISBN 978-3-8337-2882-2
- Emily und das Meer / Emily un dat Meer, ins Plattdeutsche übersetzt von Dirk Römmer, Jumbo Neue Medien & Verlag, Hamburg, ISBN 978-3-8337-2937-9
- Emily, der Wind und die Wellen, Jumbo Neue Medien & Verlag, Hamburg, ISBN 978-3-8337-3387-1
- Emily und das Meer / Emily un dat Meer, ins Plattdeutsche übersetzt von Dirk Römmer, Jumbo Neue Medien & Verlag, Hamburg, ISBN 978-3-8337-2937-9
- Emily, der Wind und die Wellen, Jumbo Neue Medien & Verlag, Hamburg, ISBN 978-3-8337-3387-1
- Emily, der Wind und die Wellen / Emily, de Wind und de Wellen, ins Plattdeutsche übersetzt von Dirk Römmer, Jumbo Neue Medien & Verlag, Hamburg, ISBN 978-3-8337-3388-8
- Igel Igor mag das nicht!, Jumbo Neue Medien & Verlag, Hamburg, ISBN 978-3-8337-3235-5
- Igel Igor und seine Freunde, Jumbo Neue Medien & Verlag, Hamburg, ISBN 978-3-8337-3576-9
- Trau dich, Ida! Kleines Eichhörnchen, großer Mut, Jumbo Neue Medien & Verlag, Hamburg, ISBN 978-3-8337-3551-6
- Kater Paul und der rote Faden, Jumbo Neue Medien & Verlag, Hamburg, ISBN 978-3-8337-3627-8
- Kleine Biene Hermine, wo bist du zu Haus?, Jumbo Neue Medien & Verlag, Hamburg, ISBN 978-3-8337-3815-9
- Elio möchte groß sein, Jumbo Neue Medien & Verlag, Hamburg, ISBN 978-3-8337-4016-9
- Robin. Ein kleiner Seehund räumt auf, Jumbo Neue Medien & Verlag, Hamburg, ISBN 978-3-8337-4010-7
- Zieh meine Seiten lang – Alle Tierkinder wuseln los!, Loewe Verlag, Bindlach, ISBN 978-3-7855-8493-4